# Culex carcinoxenus
Culex carcinoxenus är en tvåvingeart som beskrevs av Oliveira Castro 1932. Culex carcinoxenus ingår i släktet Culex och familjen stickmyggor. Inga underarter finns listade i Catalogue of Life.